# Liste der Außenminister der Republik Korea
Südkorea hatte bislang folgende Außenminister:
- Jang Taek-sang (15. August 1948 – 24. Dezember 1948)
- Limb Ben C. (25. Dezember 1948 – 15. April 1951)
- Byun Young-tae (16. April 1951 – 28. Juli 1955)
- Cho Chung-whan (29. Juli 1955 – 21. Dezember 1959)
- Choi Kyu-ha (22. Dezember 1959 – 24. April 1960)
- Her Chung (25. April 1960 – 19. August 1960)
- Chung Il-hyung (23. August 1960 – 20. Mai 1961)
- Kim Hong-il (21. Mai 1961 – 21. Juli 1961)
- Song Yoe-chan (22. Juli 1961 – 10. Oktober 1961)
- Choi Duk-shin (11. Oktober 1961 – 15. März 1963)
- Kim Yong-shik (16. März 1963 – 16. Dezember 1963)
- Chung Il-kwon (17. Dezember 1963 – 24. Juli 1964)
- Lee Tong-won (25. Juli 1964 – 16. Dezember 1966)
- Chung Il-kwon (17. Dezember 1966 – 29. Juni 1967)
- Choi Kyu-ha (30. Juni 1967 – 3. Juni 1971)
- Kim Yong-shik (4. Juni 1971 – 2. Dezember 1973)
- Kim Dong-jo (3. Dezember 1973 – 18. Dezember 1975)
- Park Tong-jin (19. Dezember 1975 – 1. September 1980)
- Lho Shin-yong (2. September 1980 – 1. Juni 1982)
- Lee Bum-suk (2. Juni 1982 – 9. Oktober 1983)
- Lee Won-kyung (15. Oktober 1983 – 26. August 1986)
- Choi Kwang-soo (27. August 1986 – 4. Dezember 1988)
- Choi Ho-joong (5. Dezember 1988 – 26. Dezember 1990)
- Lee Sang-ock (27. Dezember 1990 – 25. Februar 1993)
- Han Sung-joo (26. Februar 1993 – 22. Dezember 1994)
- Gong Ro-myung (23. Dezember 1994 – 6. November 1996)
- Yoo Chong-ha (7. November 1996 – 2. März 1998)
- Park Chung-soo (3. März 1998 – 3. August 1998)
- Hong Soon-young (4. August 1998 – 13. Januar 2000)
- Lee Joung-binn (14. Januar 2000 – 25. März 2001)
- Han Seung-soo (27. März 2001 – 4. Februar 2002)
- Choi Sung-hong (5. Februar 2002 – 26. Februar 2003)
- Yoon Young-kwan (27. Februar 2003 – 15. Januar 2004)
- Ban Ki-moon (17. Januar 2004 – 10. November 2006)
- Song Min-soon (11. November 2006 – 29. Februar 2009)
- Yu Myung-hwan (29. Februar 2009 – 8. September 2010)
- Kim Sung-hwan (1. Oktober 2010 – 11. März 2013)
- Yun Byung-se (11. März 2013 – 18. Juni 2017)
- Kang Kyung-wha (18. Juni 2017 – 8. Februar 2021)
- Chung Eui-yong (9. Februar 2021 – 12. Mai 2022)
- Park Jin (12. Mai 2022 – 10. Januar 2024)
- Cho Tae-yul (10. Januar 2024 – 18. Juli 2025)
- Cho Hyun (seit 18. Juli 2025)